# Eileen O'Donnell
Eileen Mary O'Donnell (Derry, Irlanda del Norte, 1 de julio de 1993) es una modelo irlandesa. Ha colaborado con numerosas marcas notables, incluidas PrettyLittleThing, GymKing, MVMT Watches, The Couture Club, Ziaja Skincare y Benefit Cosmetics, entre otras.
Desde 2016, ha representado a Irlanda en varios concursos y representaciones internacionales. Ganó el título de Miss Bikini Irlanda en 2017 y participó en la búsqueda internacional de modelos de Swimsuit USA en 2018. Fue coronada Miss Tierra Irlanda 2020.

## Carrera
En 2016, O'Donnell expresó su interés en participar en la quinta competencia anual de Miss Bikini Irlanda en la que terminó en tercer lugar. Ingresó nuevamente al año siguiente para la sexta competencia anual. Después de ingresar a Miss Bikini Irlanda 2017, O'Donnell fue coronada como la ganadora, recibiendo una recompensa de € 15,000 y un viaje con todos los gastos pagados a la final mundial de Swimsuit USA International.
Después de ganar Miss Bikini Irlanda 2017, O'Donnell se clasificó para competir en Traje de baño USA International Model 2017 en el que terminó entre las 30 finalistas principales. Volvió a calificar para representar a Irlanda al año siguiente. La competencia se llevó a cabo en la Ciudad de México y participaron 70 mujeres de un total de 50 países. O'Donnell se ubicó en el puesto 16 en la competencia; sin embargo, afirmó que estaba agradecida por la oportunidad, ya que le abrió puertas en su carrera.
En 2020, fue elegida para participar en la vigésima competencia anual de Miss Earth y representar a Irlanda. Ocupó el tercer lugar en la categoría de traje de baño y fue coronada ganadora de Miss Earth Irlanda 2020.

## Activismo
Como rostro de Miss Tierra 2020, O'Donnell ha hecho campaña para que la educación sea una necesidad básica para los estudiantes de todo el mundo. O'Donnell también aboga por cuestiones ambientales, específicamente sobre la gestión de residuos. Ha utilizado la palabra "WASTE" como un acrónimo de "We All Should Treasure Earth" en su defensa.

## Distinciones y posiciones
| Año  | Competencia      | Categoría                                          | Posición   |
| ---- | ---------------- | -------------------------------------------------- | ---------- |
| 2016 | Miss Bikini      | Miss Bikini Irlanda                                | 3.º lugar  |
| 2017 | Miss Bikini      | Miss Bikini Irlanda                                | Ganadora   |
| 2017 | Miss Swimsuit    | Búsqueda internacional de modelos de Miss Swimsuit | 30.º lugar |
| 2018 | Miss Swimsuit    | Búsqueda internacional de modelos de Miss Swimsuit | 16.º lugar |
| 2020 | Miss Tierra 2020 | Miss Tierra Irlanda                                | Ganadora   |